# Résolution 1468 du Conseil de sécurité des Nations unies
Membres permanents
- Chine
- États-Unis
- France
- Royaume-Uni
- Russie

Membres non permanents
- Allemagne
- Angola
- Bulgarie
- Chili
- Cameroun
- Espagne
- Guinée
- Mexique
- Pakistan
- Syrie

Résolution no 1467 Résolution no 1469
Dans la résolution 1468 du Conseil de sécurité des Nations Unies, adoptée à l'unanimité le 20 mars 2003, après avoir rappelé les résolutions précédentes sur la situation en République démocratique du Congo, le Conseil s'est félicité d'un accord sur la mise en place d'un gouvernement de transition et a demandé une présence accrue des Nations Unies. Mission en République Démocratique du Congo (MONUC) dans la région de l'Ituri à l'est du pays sur fond d'escalade des violences. 

## Résolution

### Préambule
Le Conseil de sécurité a apprécié le rapport du Haut-Commissariat des Nations Unies aux droits de l'homme (HCDH) concernant la situation dans la province de l'Ituri. En outre, il a salué le gouvernement angolais pour avoir assuré la mise en œuvre d'un accord pour un règlement de la situation en Ituri, et le gouvernement sud-africain pour avoir aidé les parties congolaises à parvenir à un accord sur les dispositions de transition. La situation dans le pays continue de constituer une menace pour la paix et la sécurité internationales dans la région des Grands Lacs africains.

### Dispositif
La résolution salue l'accord intervenu le 6 mars 2003 entre les parties congolaises pour établir un gouvernement de transition et exhorte les parties à le faire le plus tôt possible et sans délai. Il a condamné les massacres et autres violations du droit international humanitaire et des droits de l'homme, en particulier contre les femmes et les filles, ainsi que les activités du Mouvement pour la libération du Congo, du Rassemblement pour la démocratie congolaise et de l'Union des patriotes congolais en Ituri. Le Conseil a insisté pour que les noms des officiers militaires mentionnés dans le rapport du HCDH soient traduits en justice. Les parties congolaises ont été instamment invités à prendre ce rapport en compte dans la composition d'un nouveau gouvernement, à établir une commission vérité et réconciliation et à respecter le droit international humanitaire et les droits de l'Homme. 
Par ailleurs, le Secrétaire général Kofi Annan a été prié d'augmenter la composante droits de l'homme de la MONUC et la présence de l'opération dans la région de l'Ituri. Le Conseil de sécurité s'est dit préoccupé par les combats dans la ville de Bunia et a appelé à un cessez-le-feu et à la fin immédiate des hostilités. Il a exigé que tous les gouvernements de la région des Grands Lacs cessent de soutenir militairement et financièrement les parties impliquées dans le conflit armé en Ituri, que l'Ouganda retire ses forces et que le Rwanda s'abstienne de renvoyer ses troupes en République démocratique du Congo. Les tensions entre l'Ouganda et le Rwanda et leurs préposés en République démocratique du Congo ont également suscité des inquiétudes, et toutes les parties ont été invitées à garantir la sécurité des civils et du personnel de la MONUC dans la région de l'Ituri.
Le Conseil a réitéré ses préoccupations concernant le manque d'informations à propos de l'utilisation et du recrutement d'enfants soldats et la protection des enfants, comme mentionné dans la résolution 1460 (2003), ainsi que les exigences contenues dans les résolutions 1261 (1999), 1314 (2000) et 1379 (2001). En outre, la résolution exigeait un accès sans entrave au Mécanisme de vérification par tierce partie et à la MONUC afin d'évaluer les allégations sur la présence de troupes rwandaises sur le territoire congolais et le soutien offert par le gouvernement congolais aux groupes armés dans l'est du pays.
Enfin, la résolution apporte un soutien entier à la troisième phase du déploiement de la MONUC conformément à la résolution 1445 (2002).

## Voir également
- Guerre du Kivu
- Conflit d'Ituri
- Accord de cessez-le-feu de Lusaka
- Deuxième guerre du Congo